# Charles Flachaire
Charles Flachaire, né le 28 août 1887 à Pierrelatte et mort pour la France à Heippes le 12 septembre 1914, est un homme de lettres français du XXe siècle. Son nom est inscrit au Panthéon dans la liste des 560 écrivains morts pour la France.

## Biographie
Louis Charles Clément Henri Flachaire, né le 28 août 1887 à Pierrelatte, est le fils de Jules Joachin Flachaire (1849-1935), instituteur public puis directeur d'école publique et de Clémence Appolonie Clément dit Froment (1855-1908).
Fils du directeur de l'école de Pierrelatte, il poursuit ses études au collège de Montélimar. Son père l'envoie au lycée Louis-le-Grand à Paris où il obtient son baccalauréat de philosophie avec mention très bien en 1905. Admissible au concours de l'Ecole normale supérieure et reçu second en 1907, il obtient l'agrégation de lettres en 1911 et commence une carrière d'enseignant. Professeur de seconde à Nevers en 1912, puis de première et première supérieure à Poitiers (oct.1913-juillet 1914), il y prépara, avec succès, et fit recevoir à l’Ecole normale supérieure plusieurs élèves.
Il est incorporé en octobre 1907 au 52e régiment d'infanterie comme engagé volontaire pour 5 ans, au titre de son statut d'élève de l'école normale supérieure. Nommé caporal en avril 1908, il est promu sergent et envoyé en disponibilité en novembre 1908. À sa sortie de l'Ecole normale supérieure, il est promu sous-lieutenant et affecté au 55e régiment d'infanterie pour sa deuxième année de service militaire par décret du 17 septembre 1911,. 
Il épouse Marthe Elisabeth Louise Rébelliau (1888-1968) le 24 septembre 1912 à la mairie du 6e arrondissement de Paris. Celle-ci est la fille d'Alfred Rébelliau, bibliothécaire et professeur à l'Ecole normale supérieure de Saint-Cloud. C'est lui qui fait publier en 1916 La Dévotion à la Vierge dans la littérature catholique que Charles Flachaire a « écrit en 1909-1910 pour un concours de l'Université de Paris ». 
Mobilisé au début de la Première Guerre mondiale, il est affecté comme sous-lieutenant au 255e régiment d'infanterie le 2 août 1914. 
Au cœur des combats de la bataille de la Marne, à la tête de la section de mitrailleuses, Charles Flachaire est tué le 12 septembre 1914 à Heippes,. Gustave Lanson rapporte qu'il est mort « sur une des collines de la rive gauche de la Meuse, à l'extrême droite et au pivot d'appui de la ligne de bataille et du front de la Marne. Il sortait d'un combat long et âpre, où, après avoir refoulé plusieurs fois et décimé l'ennemi, assuré le repli de son bataillon vers Souilly, et sauvé son matériel, il revenait défendre une compagnie attardée ».  
D'abord inhumé à Rembercourt-aux-pots, son cercueil est exhumé en 1919 et transféré au cimetière de Montvendre.  
Dans sa dernière lettre, datée du 4 septembre 1914 il avait écrit : « Nous marchons ; j'ignore où nous allons : mais je ne suis pas de ceux que les dernières nouvelles (les Allemands avancent vers Saint-Quentin ; le Gouvernement quitte Paris) risquent d'ébranler ; j'ai confiance et je donne à ce mot tout son sens ; j'en vis ; la France en a vu d'autres »,. 

## Œuvres principales
- La Dévotion à la Vierge dans la littérature catholique - au commencement du XVIIe siècle, 1916[16]

## Distinctions
- Chevalier de la Légion d'honneur, à titre posthume, arrêté du 12 mars 1921[17]
- Croix de guerre 1914-1918, palme de bronze[18]
- 1916 : Académie française - Prix Thiers pour La Dévotion à la Vierge dans la littérature catholique

## Hommages
- Le nom de Charles Flachaire est inscrit au Panthéon dans la liste des 560 écrivains morts pour la France[19].
- Son nom figure sur les plaques commémoratives 1914-1918 du lycée Louis-Le-Grand, de l'École normale supérieure et de la Sorbonne[20]
- Le monument aux morts de Montvendre, d'où est originaire sa mère et où il est inhumé, contient son nom.
- Décoré de la médaille militaire, il est cité à l'ordre de la troisième Armée comme ayant « maintenu jusqu'à la dernière minute sa section de mitrailleuses sur une position attaquée par l'ennemi. Ne s'est replié que lorsqu'il allait être enlevé et a été tué en sauvant ses pièces ».
- En 1916, l'Académie française « a décidé de réserver cette ses récompenses aux écrivains qui ont répandu leur sang ou l'ont offert en soldats pour la patrie, à ceux que la mort a choisis et à ceux dont ce n'est pas la faute si la mort n'a pas voulu d'eux ». Dans sa séance du 16 décembre 1916, elle a attribué, parmi ses prix historiques, le prix Thiers à Albert Malet, Charles Flachaire et Gustave Gautherot[21].